# Вільний (Адигея)
Вільний (рос. Вольный; адиг. Шъхьафит) — хутір Майкопського району Адигеї Росії. Входить до складу Красноульського сільського поселення.
Населення — 278 осіб (2015 рік).